# Werper

Pitchbeweging

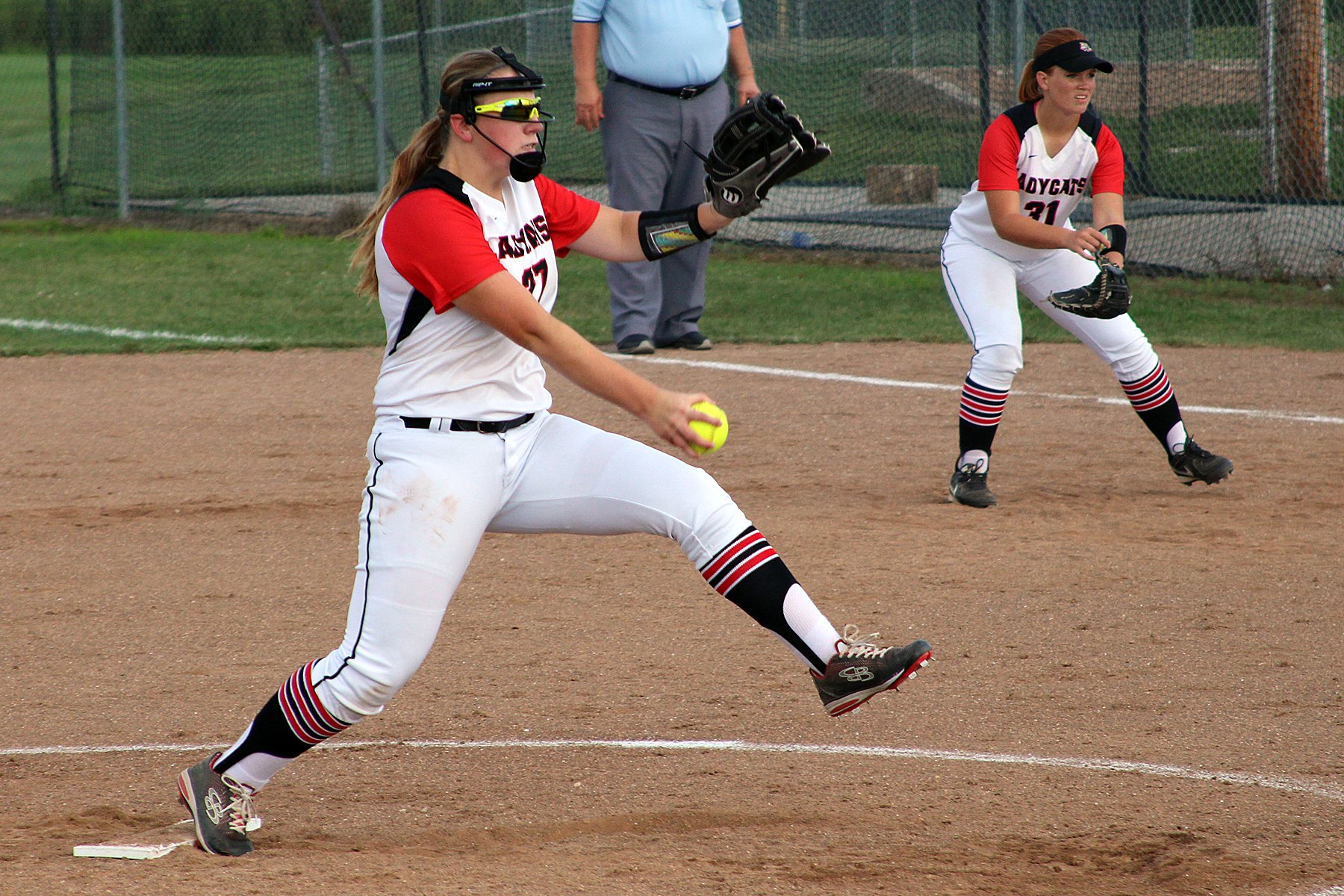
Softbal pitch

De werper, vaak ook met de Engelse term pitcher aangeduid, is een speler in het honkbal of softbal die, als zijn team verdedigt, de aangooi naar de slagman van de tegenpartij verzorgt. Bij het honkbal wordt bovenhands aangegooid terwijl bij het softbal er onderhands wordt aangegooid.
De werper doet dit vanaf de werpheuvel, een ongeveer 30 centimeter hoge verhoging op 60,5 voet (18,44 m) van de thuisplaat, waarvandaan hij de bal gooit in de richting van de slagzone en de achtervanger van zijn eigen team die achter de thuisplaat zit. De bal dient door de slagzone over de thuisplaat gegooid te worden om goedgekeurd te worden door de scheidsrechter die achter de slagman en achtervanger staat.
Een werper die geen honkslagen tegen krijgt, gooit een no-hitter. Een goede werper heeft verschillende soorten aangooien in zijn repertoire als de fastball, de changeup en de slider. Sommige werpers in het honkbal zijn in staat hun fastball een snelheid van 160 km/u mee te geven. Een ultieme werpprestatie is de zogenaamde perfect game waarbij er geen enkele slagman het honk weet te bereiken waardoor de werper in negen innings met drie slagmannen elk deze naar huis stuurt.
Werpers zijn vaak vrijgesteld van het slaan tijdens de slagbeurten van hun team, omdat het werpen veel meer energie kost dan een andere veldpositie. Zij gooien tijdens de wedstrijd warm in de speciale afgeschermde ingooiruimte, de bullpen. Hun slagbeurt wordt dan overgenomen door de aangewezen slagman. Desondanks zijn elleboog- en schouderblessures een veelvoorkomend probleem bij werpers.
Een wedstrijdteam heeft verschillende werpers. De startend pitcher begint in de eerste inning. Meestal wordt hij afgelost na ongeveer 100 pitches, tenzij hij te slecht pitcht, of zo goed is dat hij een complete wedstrijd kan pitchen. Daarna komt de relief pitcher die hem "aflost" en dan de closing pitcher voor de afsluiting. Werpers kunnen al deze rollen vervullen afhankelijk van ervaring, conditie en soort ballen wat benodigd is in een bepaalde spelfase. Een wedstrijdteam heeft meestal zo'n zes werpers of meer tot zijn beschikking voor een seizoen.

Curveball
Cutter
Four-seam fastball